# Motionsløb
Motionsløb er en form for konkurrence, hvor motionen i sig selv er målet, og konkurrence er midlet. Motionsløb ses i flere forskellige former, men er oftest brugt om løbekonkurrencer. Der findes dog også motionsløb med fokus på rulleskøjter, cykling og lignende begivenheder. Længden af et motionsløb kan variere, fra 1 kilometer og ofte op til et maraton. 
Danmark er det land i verden, der har den højeste frekvens af maratonløbere per indbygger, med 36 per 10.000..
De tre motionsløb med flest deltagere i Danmark er Eremitageløbet, Royalrun samt DHL-stafetten der er et stafet-motionsløb. 